# جيراردو
جيراردو (بالإنجليزية: Gerardo)‏ هو رابر ومغني أمريكي وإكوادوري، ولد في 16 أبريل 1965 في غواياكيل في الإكوادور.

## وصلات خارجية
- جيراردو على موقع IMDb (الإنجليزية)
- جيراردو على موقع ميوزك برينز (الإنجليزية)
- جيراردو على موقع ديسكوغز (الإنجليزية)
- جيراردو على موقع قاعدة بيانات الفيلم (الإنجليزية)